# ماشین زمان
ماشین زمان (به انگلیسی: The Time Machine) نام یک رمان مشهور است که هربرت جورج ولز در سال ۱۸۹۵ منتشر کرد. این کتاب منبع الهام چندین فیلم و سریال تلویزیونی و تعداد زیادی کتاب طنز بوده و به‌طور غیر مستقیم بر بسیاری از آثار تخیلی دیگر تأثیر گذارده است.

## داستان این کتاب
قهرمان داستان با یک وسیله ی مکانیکی به آینده ی نامعلومی سفر می‌کند. در آن جا می فهمد که بشریت به دو دسته تقسیم شده است: دسته اول الوئی ها، که اشراف بی مایه و ترسویی هستند که در باغ‌های خود زندگی می‌کنند و از میوه‌های درختان تغذیه می‌کنند. دوم مورلاک ها، که کارگرانی هستند که زیر زمین زندگی می‌کنند زحمت کشانی که گرچه کور شده‌اند، اما به مدد نیروی گذشته به کار خود بر روی وسیله ی مکانیکی پیچیده و زنگ زده‌ای که هیچ چیز تولید نمی‌کند، ادامه می دهند.
استوانه‌هایی با پلکان پیچاپیچ این دو دنیا را به هم وصل می‌کنند. در شبهای بی مهتاب مورلاک‌ها که از مغاک‌های خود بیرون می آیند و از الوئی‌ها تغذیه می‌کنند. قهرمان بی نام، به تشویق مورلاک‌ها از آینده می گریزد و به زمان حال باز می گردد. او از این سفر فقط یک یادگاری ارمغان می‌آورد که آن هم گلی ناشناخته که چون آن را در زمین بکارند تا هزاران سال نگذرد، شکوفه نخواهد داد.